# Sânmihaiu Român
Sânmihaiu Român (en hongrois: Bégaszentmihály) est une commune du județ de Timiș, en Roumanie. Elle se compose de trois villages: Sânmihaiu German (Németszentmihály; en allemand: Deutschsanktmichael), Sânmihaiu Român et Utvin (Ötvény).

## Jumelages
Mornac-sur-Seudre en Charente-Maritime (France)